# 琴聞站
琴聞站（：／ Geummun yeok */?）曾經为韩国铁路晋三线上的一座鐵路站，位于庆尚南道泗川市龍見面，已于1974年废止。

## 历史
- 1965年12月7日，落成使用[1]。
- 1974年12月5日，停止使用[2]。